# Regensburger Verbundklassifikation
Die Regensburger Verbundklassifikation (RVK, oft auch Regensburger Systematik) ist eine Klassifikation zur Erfassung von Beständen in Bibliotheken. Sie wurde ca. 1964 an der Bibliothek der neugeschaffenen Universität Regensburg entwickelt und hat sich in weiten Teilen Bayerns und darüber hinaus als Klassifikationssystem an wissenschaftlichen Bibliotheken (v. a. in Ostdeutschland, aber auch schon im Ausland) etabliert. Sie wird ständig gepflegt, die Redaktion liegt dabei bei der Universitätsbibliothek Regensburg. Es gibt eine Arbeitsgruppe für Systematikfragen, in der verschiedene Bibliotheken zusammenarbeiten.
Im Dezember 2017 wurde die Regensburger Verbundklassifikation zu einer Normdatei umstrukturiert und als  Open Data unter der Creative-Commons-Lizenz CC0 veröffentlicht.

## Aufbau
Die RVK besitzt 34 Hauptgruppen, die durch Großbuchstaben gekennzeichnet sind. Die Untergruppe wird durch das Hinzufügen eines weiteren Großbuchstabens gekennzeichnet. Die Feingliederung erfolgt durch eine drei- bis sechsstellige Zahlenfolge; im Gegensatz beispielsweise zur Dezimalklassifikation spiegeln deren Ziffern nicht die Gliederungshierarchie wider.
Beispiel:
- A – Allgemeines
  - AN – Buch- und Bibliothekswesen, Informationswissenschaft
    - AN 50000 – AN 89900 Bibliothekswesen
      - AN 58000 – AN 64950 Biographie, Geschichte
        - AN 59000 – AN 59600 Bibliotheksgeschichte
          - AN 59100 Altertum

Der so entstandenen Notation wird zur Bildung der Signatur ein nach der Cutter-Sanborn-Methode verschlüsseltes Ordnungswort hinzugefügt. Hierbei handelt es sich in der Regel um den Nachnamen des (ersten) Verfassers, bei Werken ohne Verfasser um den Nachnamen des Herausgebers, die herausgebende Körperschaft oder das erste Ordnungswort des Sachtitels. Die Verschlüsselung erfolgt anhand einer Tabelle, auf der Buchstabenkombinationen Schlüssel zugeordnet sind. Ein Schlüssel besteht aus einem Großbuchstaben und ein bis drei Ziffern.
Beispiel:
- H694 – Hoepfner, Wolfram

Das Buch „Antike Bibliotheken“, herausgegeben von Wolfram Hoepfner, hätte also die Signatur AN 59100 H694.
In einigen Fällen wird nicht alphabetisch, sondern chronologisch aufgestellt, so dass stattdessen das Erscheinungsjahr an die Notation gehängt wird. Die beiden Elemente werden durch einen Punkt getrennt und das Jahr (bei Jahren vor 2000) auf drei Stellen verkürzt (beispielsweise .2012 , .953).
Des Weiteren können folgende Elemente zur genaueren Spezifizierung an die Signatur gehängt werden:
- Auflage (in runden Klammern, z. B. (3))
- Bandzählung (mit Bindestrich verbunden, z. B. -5)
- Nummer von Mehrfachexemplaren (mit Pluszeichen verbunden, z. B. +2)

## Beispiele

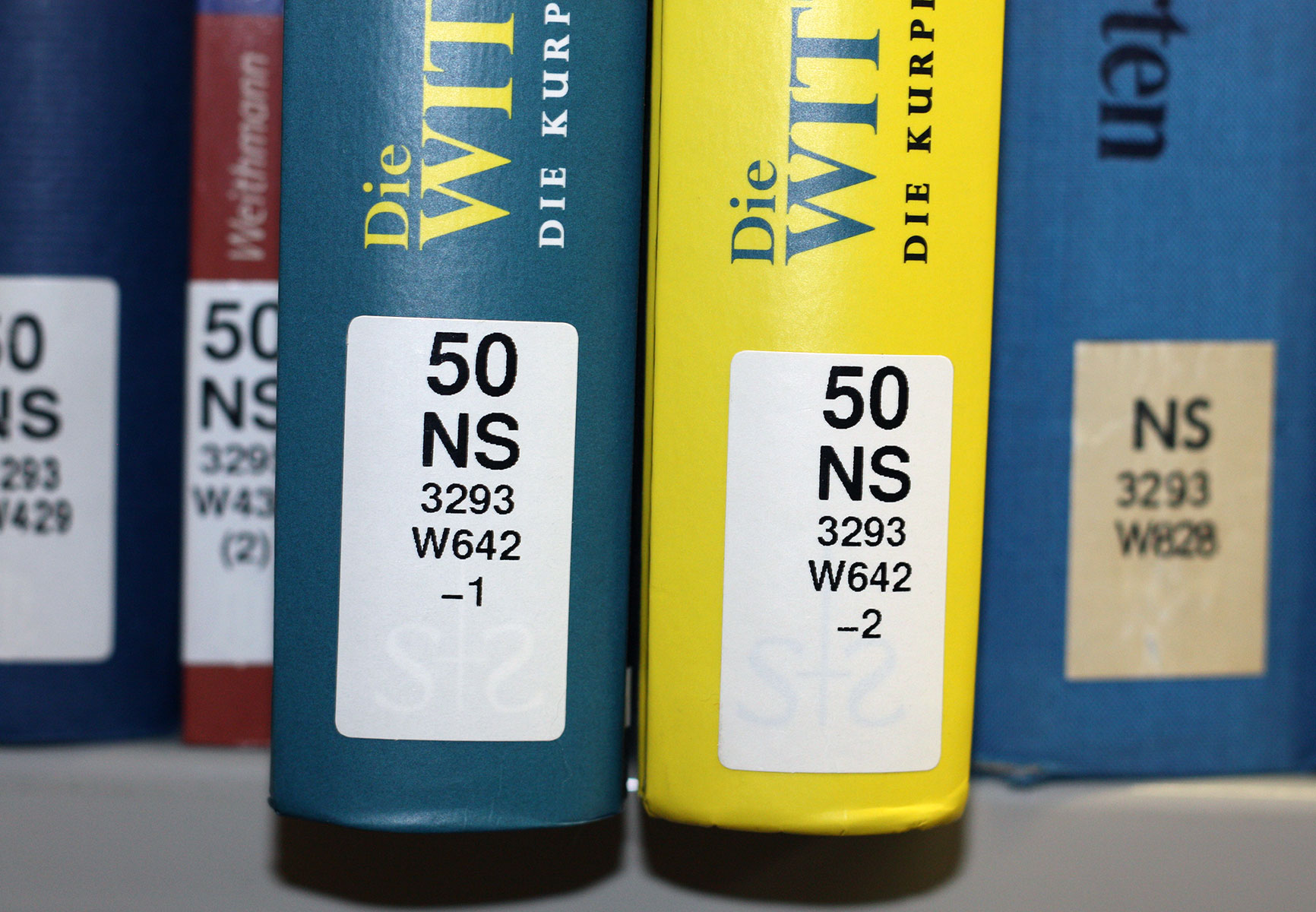
Die Bandzählung ist durch Bindestrich angefügt. Dies gilt ebenso für die Zählung von Abteilungen und ähnlichen Untergliederungen. Hier also: Band 1 und Band 2.
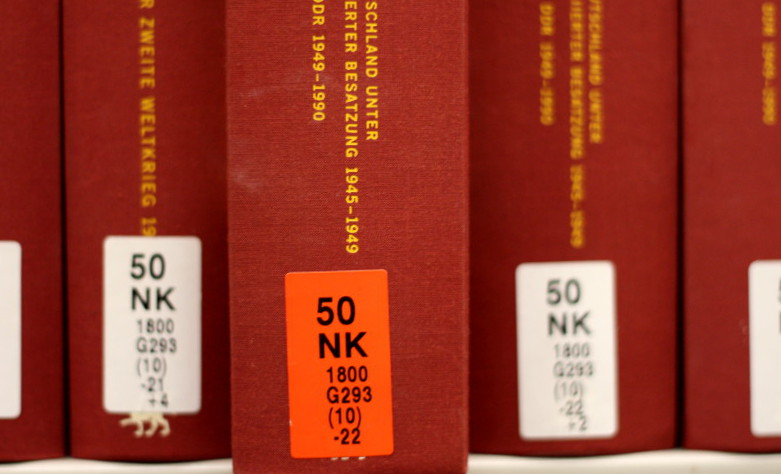
An der UB Regensburg ist auch die Farbe des Signaturschildes von Bedeutung: Rot heißt, das Buch ist im Präsenzbestand und kann nicht ausgeliehen werden.
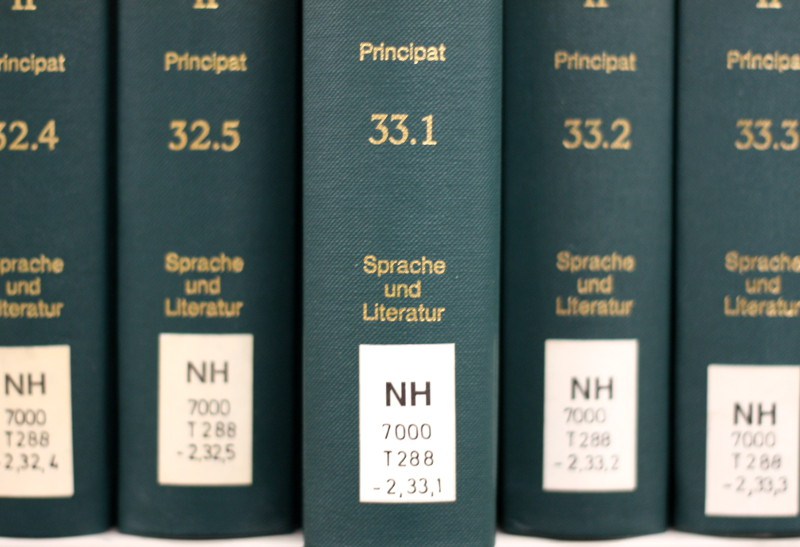
An die Bandzählung können noch bis zu zwei untergeordnete Zählungen mit Komma angehängt sein. Hier also: 1. Teil des 33. Teilbandes des 2. Bandes.
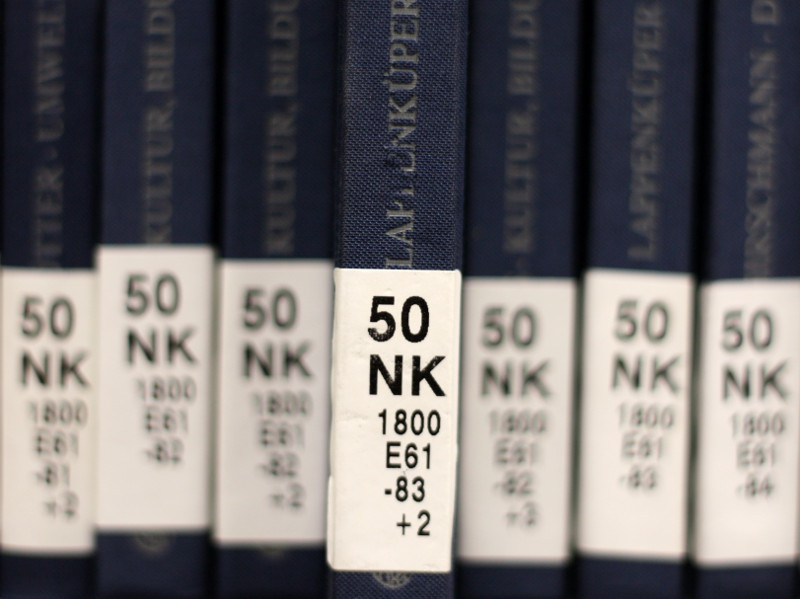
Bei einem mehrbändigen Werk ist bei mehrfachen Exemplaren eines Bandes, die Zählung der Mehrfachexemplare an die Bandzählung angehängt. Hier also: 2. Exemplar des 83. Bandes.

## Einige Fachsystematiken im Überblick
| - A Allgemeines - AP Medien- und Kommunikationswissenschaften, Kommunikationsdesign - AR Naturschutz und Umweltschutz - B Theologie und Religionswissenschaften - CA – CI Philosophie - CL – CZ Psychologie - D Pädagogik - E Allgemeine und vergleichende Sprach- und Literaturwissenschaft, Indogermanistik, Außereuropäische Sprachen und Literaturen - F Klassische Philologie. Byzantinistik. Mittellateinische und Neugriechische Philologie, Neulatein - G Germanistik, Niederlandistik, Skandinavistik - H Anglistik, Amerikanistik - I Romanistik - K Slavistik - LA – LC Ethnologie - LD – LG Klassische Archäologie - LD,LH – LO Kunstgeschichte, Architektur und Baukunst - LD,LP – LY Musikwissenschaft | - MA – ML Politikwissenschaft - MN – MW Soziologie - MX – MZ Militärwissenschaft - N Geschichte - P Rechtswissenschaft - Q Wirtschaftswissenschaften - R Geographie - SA – SP Mathematik - SQ – SU Informatik - TA – TD Allgemeine Naturwissenschaft - TE – TZ Geologie und Paläontologie - U Physik - V Chemie und Pharmazie - W Biologie - WW – YV Medizin - ZA – ZE Land- und Forstwirtschaft Gartenbau, Fischereiwirtschaft Hauswirtschaft - ZG – ZS Technik - ZX – ZY Sport |

Die Abkürzung „RVKO“ steht für Regensburger Verbundklassifikation Online.